# Natação no Campeonato Europeu de Esportes Aquáticos de 2012 - 50 m costas feminino
A prova dos 50 metros costas feminino da natação no Campeonato Europeu de Esportes Aquáticos de 2012 ocorreu nos dias 25 e 26 de maio em Debrecen na Hungria. 

## Calendário
| Fase          | Data       | Hora  |
| ------------- | ---------- | ----- |
| Eliminatórias | 25 de maio | 10:32 |
| Semifinal     | 25 de maio | 17:46 |
| Final         | 26 de maio | 17:57 |

Todos os horários estão no horário local (UTC+1)

## Recordes
Antes desta competição, os recordes eram os seguintes:
| Recorde mundial       | Zhao Jing              | 27.06 | Roma      | 30 de julho de 2009  |
| Recorde europeu       | Daniela Samulski       | 27.23 | Roma      | 30 de julho de 2009  |
| Recorde do campeonato | Aleksandra Gerasimenya | 27.64 | Budapeste | 14 de agosto de 2010 |

## Medalhistas
| Ouro                 | Prata                                          | Bronze |
| Mercedes Peris (ESP) | Arianna Barbieri (ITA) · Sanja Jovanović (CRO) |        |

## Resultados

### Eliminatórias
Esses foram os resultados das eliminatórias. 
| Pos. | Bateria | Raia | Nadadora                     | Nacionalidade | Tempo | Notas            |
| ---- | ------- | ---- | ---------------------------- | ------------- | ----- | ---------------- |
| 1    | 6       | 5    | Aleksandra Urbanczyk         | Polónia       | 28.44 | Recorde nacional |
| 2    | 6       | 4    | Mercedes Peris               | Espanha       | 28.45 | Q                |
| 3    | 4       | 5    | Arianna Barbieri             | Itália        | 28.55 | Q                |
| 4    | 4       | 7    | Carlotta Zofkova             | Itália        | 28.72 | Q                |
| 5    | 4       | 4    | Jenny Mensing                | Alemanha      | 28.75 | Q                |
| 6    | 5       | 6    | Sanja Jovanović              | Croácia       | 28.81 | Q                |
| 7    | 5       | 3    | Ekaterina Avramova           | Bulgária      | 28.97 | Q                |
| 8    | 5       | 4    | Theodora Drakou              | Grécia        | 29.05 | Q                |
| 9    | 6       | 7    | Klaudia Nazieblo             | Polónia       | 29.07 | Q                |
| 10   | 4       | 3    | Simona Baumrtová             | Chéquia       | 29.19 | Q                |
| 11   | 6       | 6    | Lisa Graf                    | Alemanha      | 29.20 | Q                |
| 12   | 6       | 2    | Ingibjörg Kristín Jónsdóttir | Islândia      | 29.23 | Q                |
| 13   | 5       | 5    | Daryna Zevina                | Ucrânia       | 29.25 | Q                |
| 14   | 5       | 7    | Ivana Gabrilo                | Suíça         | 29.31 | Q                |
| 15   | 5       | 8    | Anni Alitalo                 | Finlândia     | 29.32 | Q                |
| 16   | 3       | 5    | Kira Toussaint               | Países Baixos | 29.35 | Q                |
| 17   | 6       | 1    | Alicja Tchórz                | Polónia       | 29.51 |                  |
| 18   | 5       | 2    | Hazal Sarikaya               | Turquia       | 29.52 | Q                |
| 19   | 4       | 1    | Alzbeta Rehorkova            | Chéquia       | 29.58 |                  |
| 20   | 4       | 6    | Fabienne Nadarajah           | Áustria       | 29.59 |                  |
| 21   | 3       | 7    | Aneta Pechancova             | Chéquia       | 29.68 |                  |
| 21   | 4       | 8    | Klára Václavíková            | Chéquia       | 29.68 |                  |
| 23   | 3       | 1    | Hanna-Maria Seppälä          | Finlândia     | 29.75 |                  |
| 24   | 6       | 8    | Valery Svigir                | Croácia       | 29.82 |                  |
| 25   | 2       | 4    | Mimosa Jallow                | Finlândia     | 29.90 |                  |
| 26   | 2       | 5    | Katarína Milly               | Eslováquia    | 30.02 |                  |
| 26   | 3       | 4    | Annemarie Worst              | Países Baixos | 30.02 |                  |
| 28   | 3       | 6    | Eszter Povázsay              | Hungria       | 30.05 |                  |
| 29   | 5       | 1    | Therese Svendsen             | Suécia        | 30.06 |                  |
| 30   | 2       | 2    | Uschi Halbreiner             | Áustria       | 30.09 |                  |
| 31   | 3       | 2    | Lotta Nevalainen             | Finlândia     | 30.10 |                  |
| 32   | 3       | 3    | Desiree Felner               | Áustria       | 30.13 |                  |
| 33   | 3       | 8    | Gizem Cam                    | Turquia       | 30.23 |                  |
| 34   | 2       | 7    | Tatiana Perstniova           | Moldávia      | 30.38 |                  |
| 34   | 2       | 8    | Valeria Mihhailova           | Estónia       | 30.38 |                  |
| 36   | 1       | 5    | Birita Debes                 | Ilhas Feroé   | 30.60 | Recorde nacional |
| 36   | 2       | 6    | Veronica Orheim Bjørlykke    | Noruega       | 30.60 |                  |
| 38   | 2       | 3    | Dorina Szekeres              | Hungria       | 30.69 |                  |
| 39   | 2       | 1    | Anna Volchkov                | Israel        | 30.97 |                  |
| 40   | 1       | 4    | Gabriela Nikitina            | Letônia       | 31.11 |                  |
| 41   | 1       | 3    | Johanna Gerda Gústafsdóttir  | Islândia      | 31.48 |                  |
| 42   | 4       | 2    | Katarzyna Gorniak            | Polónia       | DSQ   |                  |
| 42   | 6       | 3    | Elena Gemo                   | Itália        | DNS   |                  |

### Semifinal
Esses foram os resultados das semifinais. 
Semifinal 1
| Pos. | Raia | Nadadora           | Nacionalidade | Tempo | Notas |
| ---- | ---- | ------------------ | ------------- | ----- | ----- |
| 1    | 4    | Arianna Barbieri   | Itália        | 28.30 | Q     |
| 2    | 5    | Jenny Mensing      | Alemanha      | 28.47 | Q     |
| 3    | 6    | Klaudia Nazieblo   | Polónia       | 28.72 | Q     |
| 4    | 3    | Ekaterina Avramova | Bulgária      | 28.78 | Q     |
| 5    | 7    | Daryna Zevina      | Ucrânia       | 29.18 |       |
| 6    | 2    | Lisa Graf          | Alemanha      | 29.22 |       |
| 7    | 8    | Hazal Sarikaya     | Turquia       | 29.29 |       |
| 8    | 1    | Anni Alitalo       | Finlândia     | 29.30 |       |

Semifinal 2
| Pos. | Raia | Nadadora                     | Nacionalidade | Tempo | Notas |
| ---- | ---- | ---------------------------- | ------------- | ----- | ----- |
| 1    | 4    | Mercedes Peris               | Espanha       | 28.33 | Q     |
| 2    | 3    | Sanja Jovanović              | Croácia       | 28.52 | Q     |
| 3    | 2    | Simona Baumrtová             | Chéquia       | 28.57 | Q     |
| 4    | 5    | Carlotta Zofkova             | Itália        | 28.65 | Q     |
| 5    | 6    | Theodora Drakou              | Grécia        | 28.93 |       |
| 6    | 7    | Ingibjörg Kristín Jónsdóttir | Islândia      | 29.14 |       |
| 7    | 1    | Ivana Gabrilo                | Suíça         | 29.26 |       |
| 8    | 8    | Kira Toussaint               | Países Baixos | 29.40 |       |

### Final
Esse foi o resultado da final. 
| Pos.             | Raia | Nadadora           | Nacionalidade | Tempo | Notas |
| ---------------- | ---- | ------------------ | ------------- | ----- | ----- |
| Medalha de ouro  | 5    | Mercedes Peris     | Espanha       | 28.25 |       |
| Medalha de prata | 4    | Arianna Barbieri   | Itália        | 28.31 |       |
| Medalha de prata | 6    | Sanja Jovanović    | Croácia       | 28.31 |       |
| 4                | 3    | Jenny Mensing      | Alemanha      | 28.36 |       |
| 5                | 7    | Carlotta Zofkova   | Itália        | 28.72 |       |
| 6                | 2    | Simona Baumrtová   | Chéquia       | 28.75 |       |
| 7                | 1    | Klaudia Nazieblo   | Polónia       | 28.93 |       |
| 8                | 8    | Ekaterina Avramova | Bulgária      | 29.09 |       |

Legenda
| Recorde mundial       | Recorde mundial (World record)               |                       | Recorde africano                      | Recorde africano (African) |                                           | Q | Classificado por posição (Qualified) |
| Recorde do campeonato | Recorde do campeonato (Championship record)  | Recorde da América    | Recorde da América (Americas)         | q                          | Classificado por melhor tempo (Qualified) |   |                                      |
| Melhor marca do ano   | Melhor marca do ano (World leading)          | Recorde asiático      | Recorde asiático (Asian)              | DNS                        | Não largou (Did not start)                |   |                                      |
| Recorde nacional      | Recorde nacional (National record)           | Recorde europeu       | Recorde europeu (European)            | DNF                        | Não terminou (Did not finish)             |   |                                      |
| Recorde pessoal       | Recorde pessoal do atleta (Personal best)    | Recorde da Oceania    | Recorde da Oceania (Oceania)          | DSQ / DQ                   | Desclassificado (Disqualified)            |   |                                      |
| Recorde da temporada  | Recorde da temporada do atleta (Season best) | Recorde sul-americano | Recorde sul-americano (South America) | NM                         | Sem marca (No mark)                       |   |                                      |